# Modelo (profissão)

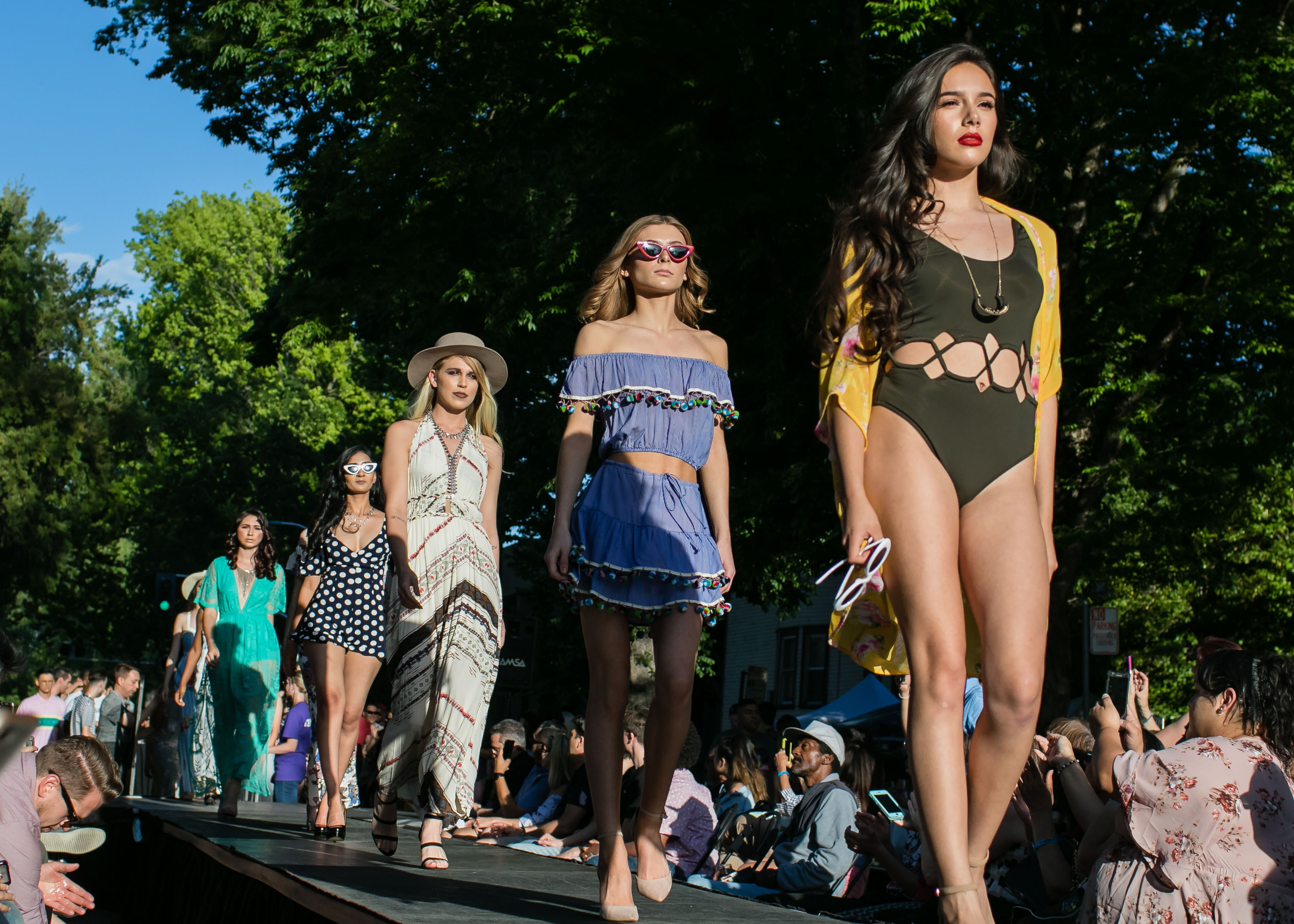
Modelos desfilando numa passarela.

Um modelo (do francês médio modelle) é uma pessoa com papel social para promover, exibir ou advertir produtos comerciais (notavelmente roupas de moda), servir como ajuda visual e corporal para criadores de peças de vestuário, obras de arte ou posar para fotografias. O objetivo não é a pessoa em si ou sua personalidade, mas sim outra personagem mais ou menos definida (pelo diretor de cena, que pode ser o fotógrafo, o pintor, o escultor ou o desenhista), para o qual o modelo normalmente representa.
Tipos de modelagem incluem: moda, glamour, aptidão física, biquíni, belas artes, apenas parte do corpo, modelos promocionais e comerciais de impressão. Os modelos são apresentados em uma variedade de formatos de mídia, incluindo: livros, revistas, filmes, jornais, internet e TV. Modelos de moda são, por vezes, destaques em filmes (Looker), programas de televisão como reality shows (America's Next Top Model) e videoclipes ("Freedom! '90", "Wicked Game" e "Blurred Lines").
Celebridades, incluindo atores, cantores, personalidades do esporte e de reality shows, frequentemente assinam contratos para modelagem, além de seu trabalho regular.

## Modelos na arte

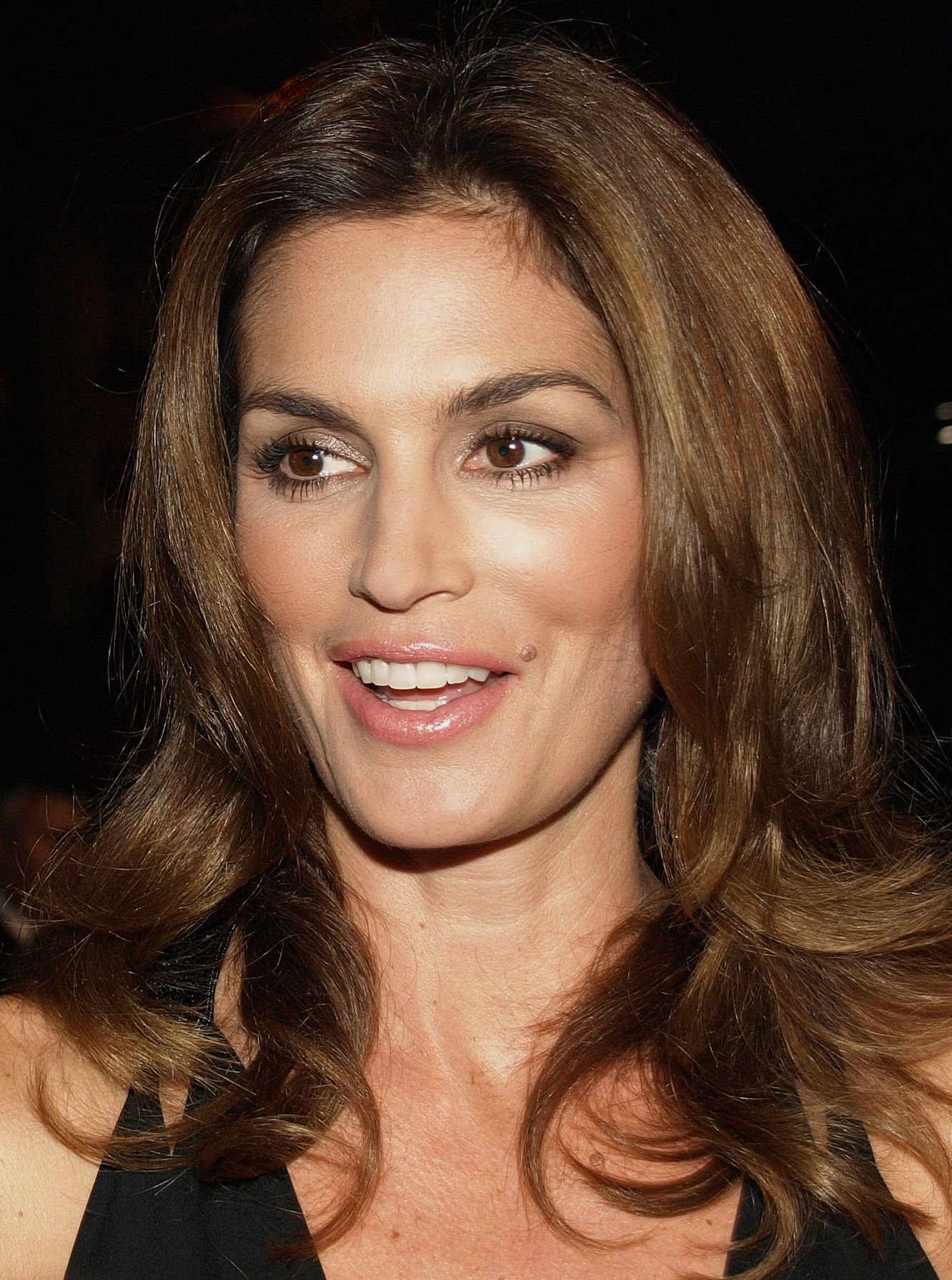
A modelo Cindy Crawford na estreia de Fantastic Mr. Fox na Leicester Square, em Londres, em 2009.

Na pintura e escultura, a participação de modelos é secular, se não mesmo milenar. Na antiguidade, os modelos eram utilizados pelos pintores para representar histórias religiosas ou bíblicas. Na renascença era comum a utilização de modelos vivos, muitas vezes mulheres de formas generosas, como a Mona Lisa, de Leonardo da Vinci. Pintores brasileiros famosos, como Di Cavalcanti, criaram mitos ao eleger uma modelo como motivo condutor, como foi o caso de Marina Montini, musa do pintor.

## Modelos na moda

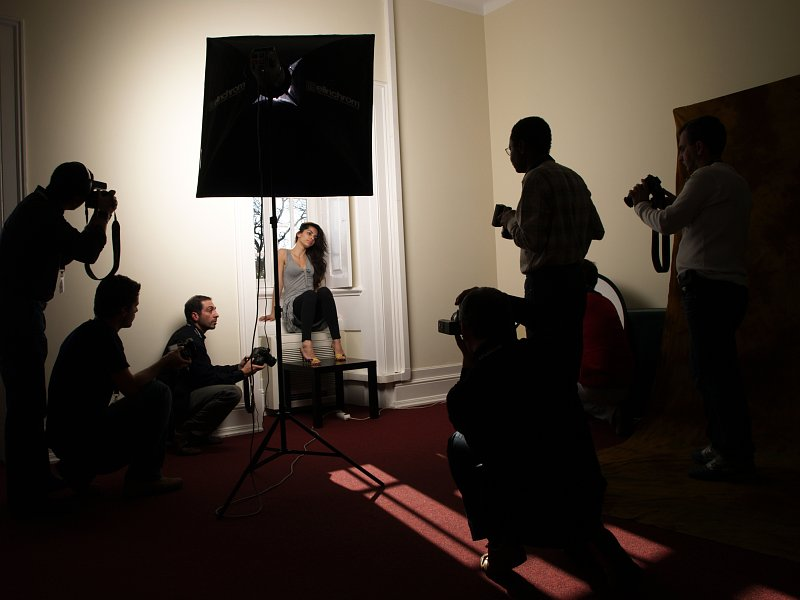
Grupo em sessão fotográfica para testes.

Manequim, do francês mannequin, é ainda o termo empregado em Portugal para designar o profissional que se veste ou usa roupas e acessórios de determinada marca ou estilista para desfilar perante potenciais clientes num palco próprio, chamado de passarela em Portugal. Comum no Brasil nas décadas de 1960 e 1970, o termo caiu em desuso na década de 1980, dando lugar às denominações modelo de passarela (ou modelo fashion), para designar os profissionais que faziam ambos (fotos e passarela), e modelo fotográfico (ou modelo comercial), para os que faziam apenas poses para fotos de editorias, capas, filmagens de produtos comerciais etc., mas não desfilavam, geralmente por falta de estatura. A fotografia de modelos pode ter fins artísticos, experimentais, de entretenimento ou comerciais. Comercialmente é comum utilizar-se modelos para associar a um produto ou serviço, uma ideia de beleza ou êxito.
Na década de 1980, surgiu o fenômeno top model. O termo supermodelo, no entanto, começou a ser mais empregado para se referir a esse tipo de profissional bem-sucedido (no fim dos anos 1990, a revista norte-americana New York Magazine criou a terminologia über-model para designar especificamente o sucesso inédito atingido pela modelo brasileira Gisele Bündchen, então com dezoito anos.).
Para além desses termos, há, na moda, a categoria new face, que são modelos recém-engajados, que têm potencial mas poucos meses de carreira e estão se profissionalizando. Geralmente disputaram grandes competições de beleza, como o Supermodel of the World ou o Elite Model Look. Já o modelo de prova é o profissional usado por indústrias de confecção para fazer a prova do molde que será usado para a confecção em série.

## Profissionalização

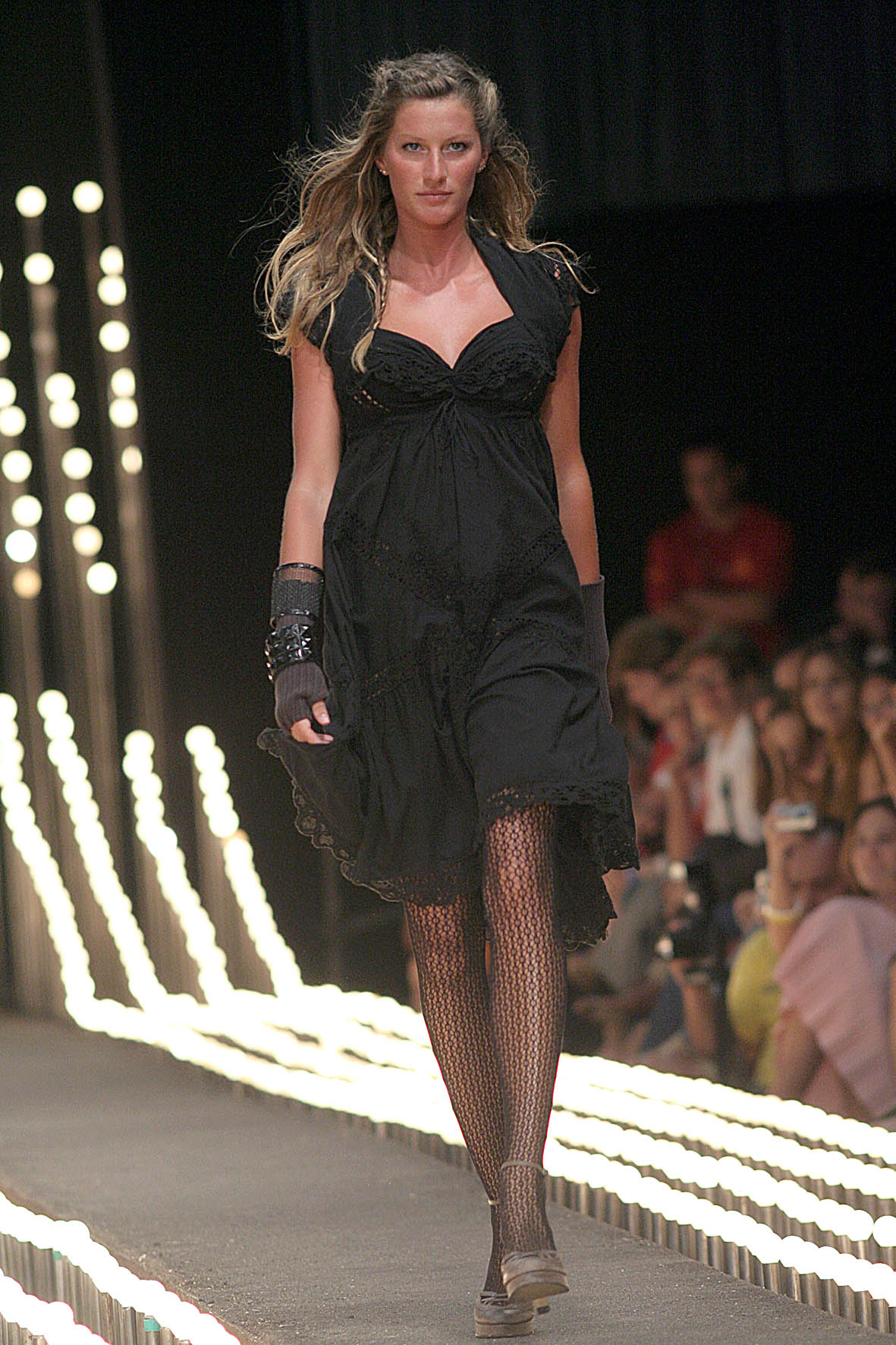
A supermodelo brasileira Gisele Bündchen no Fashion Rio Inverno 2006.

A profissionalização no mercado da moda está ao alcance daqueles que conseguirem destacar-se por uma beleza excepcional, junto com carisma, personalidade marcante e profissionalismo. Vencer um dos concursos de beleza do mercado e ter as características físicas procuradas no momento pelas indústrias da moda ou da publicidade facilita o ingresso — embora não garanta a permanência. Sendo assim, para se tornar um modelo, alguns pré-requisitos indispensáveis são exigidos por todas a agências sérias do mercado. Contudo, as exigências dependerão de cada segmento (moda, publicidade ou arte), visto que modelos artísticos ou de provas tendem a ter um perfil menos específico ou exigente.
No quesito altura, muitos concursos internacionais delimitam 1,74 metro como a altura mínima para a inscrição das candidatas. Sobre tal medida de estatura, o célebre olheiro Dilson Stein, que descobriu Gisele Bündchen, em uma entrevista esclareceu:
(...) a modelo fashion, que vai trabalhar com campanhas de moda e desfiles, tem que ser alta, entre 1,75 e 1,80 de altura, há exceções tanto pra cima quanto pra baixo, mas o ideal é essa altura. E a questão da beleza é muito relativa.— Dilson Stein
Já em um bate-papo no Universo Online (UOL), em 2009, o consultor de moda Namie Wihby revelou o que acredita que um modelo deva ter para trilhar uma carreira de sucesso:
Existem dois tipos de modelo, comercial e fashion. As meninas que ficam com o estilo comercial devem gostar de atuar e de repente podem ir para uma carreira de atriz depois. As modelos fashion tem que ter no mínimo 1,74 metro de altura, e as que trabalham mais têm entre 1,76 e 1,78 metro. O máximo é 90 cm de quadril, e no inverno pode chegar a ser 89cm. Para os meninos, a altura mínima é 1,88m, sendo que os que mais trabalham tem entre 1,90m e 1,94m e todos devem ser magros, mas com o corpo trabalhado, sem ser 'marombado'.